# Sbuâ
La Sbûa à la zawiya Sidi El Hadj Belkacem est un pèlerinage religieux musulman, en Algérie.

## Étymologie
Le terme Sbuâ, vient du mot sebaa qui signifie « sept ».

## Description
La Sbûa est une fête religieuse sous la forme d'un pèlerinage aux mausolées des marabouts de la région pour célébrer la naissance du prophète de l'Islam.
Dans la région saharienne du Gourara, de nombreux habitants se rassemblent annuellement à Timimoun ou dans les différents ksars (villages fortifiés) pour fêter le Mawlid. Pendant sept jours un protocole, que la tradition orale date de l'action de Sidi El Hadj Belkacem (mort en 1627), le fondateur de la zaouïa où les pèlerins terminent leur voyage.
En 2010, cette mobilisation populaire a rassemblé plus de 200 000 personnes à Timimoun. On y retrouve deux pratiques principales : le baroud et la haddra, deux moments de chants et de danses soufies particuliers. On y pratique également les Ahellil du Gourara.
Le dernier jour, les délégations des différents ksars portent les étendards qui les représentent avec leurs tribus. Les échanges se font via des chants et des danses du folklore zénète. Ensuite, après trois coups de feu, les participants se rassemblent sur la place Djebel.
La célébration du Mawlid permet de symboliser l’unité des tribus de cette zaouïa . Pour Rachid Bellil, ces célébrations, en remplaçant pour certains le pèlerinage à La Mecque, participe aussi à la valorisation du wali local et de son lieu de culte.

## Inscription au patrimoine culturel immatériel
La pratique est reconnue par l'UNESCO depuis 2015 comme faisant partie du patrimoine culturel immatériel de l’humanité.

## Groupes participants
Parmi les différents groupes venant des ksars de la région on trouve :
- Le groupe de Tabelkoza ;
- Le groupe d’Angellu ;
- Le groupe d’Ajdir et At Aissa ;
- Le groupe d’Amsahel et Wadja[8].